# بالدرسون (ویرجینیای غربی)
بالدرسون (به انگلیسی: Balderson) یک منطقهٔ مسکونی در ایالات متحده آمریکا است که در شهرستان وود، ویرجینیای غربی واقع شده‌است. بالدرسون ۲۸۱٫۹۴ متر بالاتر از سطح دریا واقع شده‌است.